# Donacoscaptes albivenalis
Donacoscaptes albivenalis là một loài bướm đêm trong họ Crambidae.